# 台湾毛蕨
台湾毛蕨（学名：Cyclosorus taiwanensis）为金星蕨科毛蕨属下的一个种。